# Veľký Čepčín
Veľký Čepčín (Hongaars: Nagycsepcsény) is een Slowaakse gemeente in de regio Žilina, en maakt deel uit van het district Turčianske Teplice.
Veľký Čepčín telt 225 inwoners.